# الاحتجاجات الفلسطينية نوفمبر-ديسمبر 1981
كانت الاحتجاجات الفلسطينية في نوفمبر وديسمبر 1981 عبارة عن موجة من الاحتجاجات والاضطرابات في جميع أنحاء الأراضي الفلسطينية المحتلة في أواخر عام 1981 بسبب تحركات الحكومة الإسرائيلية لفرض إدارة مدنية إسرائيلية على الأراضي. اندلعت موجة من الاحتجاجات الواسعة النطاق لأول مرة في الضفة الغربية في نوفمبر/تشرين الثاني 1981، تلتها إضراب عام لمدة أسبوعين في قطاع غزة في ديسمبر/كانون الأول.

## خلفية
بعد انتصار إسرائيل في حرب 1967، احتلت إسرائيل الأراضي الفلسطينية، بما في ذلك الضفة الغربية. كان الاحتلال مثيرًا للجدل، حيث اتُهمت إسرائيل بانتهاك القانون الدولي، فضلاً عن ارتكاب انتهاكات لحقوق الإنسان والفصل العنصري ضد الفلسطينيين. كما عملت الحكومة الإسرائيلية بشكل نشط على تشجيع إنشاء ونمو المستوطنات الإسرائيلية في فلسطين. كما اتُهمت منظمة التحرير الفلسطينية، وهي جماعة مظلة تمثل أبرز الميليشيات الوطنية الفلسطينية المسلحة في النصف الثاني من القرن العشرين، بارتكاب عدد من انتهاكات حقوق الإنسان وشن حملة إرهابية ضد الإسرائيليين.

## الأحداث

### خطة شارون
في أوائل أكتوبر/تشرين الأول 1981، حصل وزير الدفاع الإسرائيلي المعين حديثاً أرييل شارون على موافقة من مجلس الوزراء الإسرائيلي لإعادة تنظيم الطريقة التي تدير بها المقاطعة العسكرية الإسرائيلية احتلال الضفة الغربية. دعت خطة إعادة التنظيم التي وضعها شارون إلى أن يتم تعيين المدنيين الإسرائيليين الذين تعينهم الحكومة الإسرائيلية بدلاً من الجنود في أجزاء من المحافظة العسكرية التي تتعامل مع الشؤون اليومية، مع احتفاظ الجيش بالسيطرة النهائية. ووصفت الحكومة الإسرائيلية الخطة بأنها خطوة نحو تحرير سياسة الاحتلال وجزء من التحول التدريجي نحو الحكم الذاتي الفلسطيني في الأراضي الفلسطينية، ووصف السكرتير العام لمجلس الوزراء أرييه ناور الخطة بأنها "إجراء لبناء الثقة".
ولكن خطة شارون قوبلت بتشكك واسع النطاق في الضفة الغربية، حيث اعتبرت على نطاق واسع مجرد تغيير شكلي. صرح نائب رئيس بلدية نابلس ظافر المصري قائلاً: "لا يهم إن كان المحتل يرتدي زيًا رسميًا أو بدلة فهو لا يزال على أرضي". كما نبعت الشكوك من قيام الحكومة الإسرائيلية بعدد من المحاولات في السنوات القليلة الماضية للحد من نفوذ وقوة المجالس المحلية للمدن الفلسطينية، بعد أن شهدت الانتخابات المحلية في الضفة الغربية عام 1976 انتصارات كبيرة لمرشحين أصغر سنًا وأكثر وطنية ومرتبطين بمنظمة التحرير الفلسطينية. ولم تتحقق التكهنات الأولية بأن إعادة التنظيم قد تسمح لزعماء الضفة الغربية الذين نفتهم إسرائيل بالعودة. كما غذت الشكوك الدعم المستمر من جانب الحكومة الإسرائيلية للاستيطان الإسرائيلي في فلسطين. وفي أوائل أكتوبر/تشرين الأول 1981، أعلنت المنظمة الصهيونية العالمية عن خطط لبناء ما لا يقل عن 12 مستوطنة جديدة في الضفة الغربية، حيث دعا مدير المستوطنات في المنظمة الصهيونية العالمية ماتيتياهو دروبلز إلى بناء ما لا يقل عن 120 ألف مستوطن إضافي بحلول عام 1985.
وفي أواخر أكتوبر/تشرين الأول 1981، أعلنت الحكومة الإسرائيلية أنها ستعين مناحيم ميلسون، أستاذ الأدب العربي في الجامعة العبرية في القدس، رئيساً للإدارة الجديدة في الضفة الغربية. كان ميلسون قد شغل في السابق منصب مستشار للمحافظة العسكرية، حيث شجع دعم الفصائل المحافظة المؤيدة للأردن داخل السياسة الفلسطينية والتي كان يعتقد أنها أكثر انسجاما مع المصالح الإسرائيلية. وباعتباره مستشارًا، شارك ميلسون أيضًا في إنشاء اتحادات القرى الفلسطينية، استنادًا إلى الهياكل المجتمعية الأكثر تقليدية، كقوة فلسطينية بديلة لمنظمة التحرير الفلسطينية.
كما أن المفاوضات الدولية الجارية بشأن الصراع العربي الإسرائيلي أدت إلى تعقيد الوضع، بما في ذلك مفاوضات السلام الجارية بموجب اتفاقيات كامب ديفيد بين مصر وإسرائيل وخطة فهد التي قدمها ولي العهد السعودي الأمير فهد بن عبد العزيز آل سعود في عام 1981. وقد أدت المفاوضات إلى محادثات الحكم الذاتي الفلسطيني بين عامي 1979 و1982. في منتصف شهر أكتوبر، صرح الرئيس الأمريكي الأسبق جيمي كارتر أن رئيس الوزراء الإسرائيلي مناحيم بيغن أبلغه أن إسرائيل مستعدة لقبول خطة الحكم الذاتي الفلسطيني التي اقترحها الدبلوماسي الأمريكي سول لينوفيتز كجزء من المحادثات، إلا أن المسؤولين الإسرائيليين قللوا من أهمية تصريح كارتر. بحلول منتصف نوفمبر 1981، أعلن بيجين "لقد قدمنا كل التنازلات الممكنة وما زلنا نحمي مصالحنا الوطنية"، محذراً من أن الحكومة الإسرائيلية مستعدة فقط لقبول حكم ذاتي محدود للأراضي الفلسطينية.

### اندلاع الاحتجاجات في الضفة الغربية
وبعد التعيين الرسمي لميلسون كمسؤول عن الضفة الغربية في الأول من نوفمبر/تشرين الثاني، اندلعت الاحتجاجات في مختلف أنحاء الضفة الغربية معارضة لإعادة التنظيم.
وتزامن التعيين واندلاع الاحتجاجات مع محاولة اغتيال المستوطن الإسرائيلي ديفيد كوبولسكي، حيث أصيب كوبولسكي بعد طعنه في ظهره ثم أطلق النار على طفلين عندما حاول إطلاق النار على المهاجم. وردًا على ذلك، فرض الجيش الإسرائيلي حظر التجول في الخليل وهدم منازل فلسطينيين اثنين اعتقلهما بتهمة الطعن. وقد أثارت عمليات الهدم، التي نفذت بموجب أنظمة الدفاع (الطوارئ) المتبقية من الحكم البريطاني، مخاوف أخرى من أن تكون عملية إعادة التنظيم مجرد تغيير شكلي، حيث قال رئيس بلدية الخليل مصطفى ناتشه إن الحكم العسكري لم يستجب لطلباته بإنهاء الاستيطان الإسرائيلي في الخليل. وأعلنت الحكومة الإسرائيلية أنها "ستواصل هذه السياسة التحريرية"، ولكن "موجهة فقط إلى المواطنين الملتزمين بالقانون، وليس إلى القتلة".
تزايدت الاحتجاجات حيث تزامنت مع يوم بلفور الرابع والستين في الثاني من نوفمبر، وهو اليوم الذي يوافق الحداد السنوي على وعد بلفور الذي أصدرته الحكومة البريطانية عام 1917، حيث احتلت بريطانيا المنطقة الفلسطينية من الإمبراطورية العثمانية في الحرب العالمية الأولى. في ذلك اليوم، نُظمت عدد من الإضرابات في جميع أنحاء الضفة الغربية، واشتبكت بعض المظاهرات مع القوات العسكرية الإسرائيلية، حيث ألقت الحجارة وفي إحدى الحوادث في بيت ساحور، تم إلقاء زجاجة حارقة. وفي ذلك اليوم، وافقت الحكومة الإسرائيلية أيضًا على بناء ثلاث مستوطنات جديدة في قطاع غزة. وفي اليوم التالي، أعلنت هيئة الإذاعة الإسرائيلية أنها ستتوقف عن الإشارة إلى الضفة الغربية باسم "الضفة الغربية"، واستخدام مصطلح " يهودا والسامرة " بدلاً من ذلك.

### إغلاق جامعة بيرزيت
في الرابع من نوفمبر/تشرين الثاني، أمر الجيش الإسرائيلي بإغلاق جامعة بيرزيت، إحدى أكثر الجامعات الفلسطينية نفوذاً ومركزاً متكرراً للاحتجاجات القومية، حتى يناير/كانون الثاني، وأمر جميع الطلاب والموظفين بإخلاء الحرم الجامعي على الفور. كما اعتقلت القوات الإسرائيلية رئيس الجامعة غابي برامكي، وبقية أعضاء الإدارة ومجلس اتحاد الطلبة بأكمله. وفي 5 ديسمبر/كانون الأول، قضت المحكمة العليا في إسرائيل بأن أمر الإغلاق قانوني بعد أن استأنفت إدارة الجامعة الحكم.
أدى الإغلاق القسري للجامعة إلى تأجيج الاحتجاجات. في 8 نوفمبر/تشرين الثاني، فرق الجيش الإسرائيلي ثلاث احتجاجات منفصلة في رام الله احتجاجًا على الإغلاق القسري للجامعة، واستدعى رئيس بلدية رام الله كريم خلف للاستجواب بعد أن سمح بإقامة إحدى المظاهرات في مبنى بلدية رام الله. وفي الثامن من نوفمبر/تشرين الثاني أيضاً، فرضت السلطات الإسرائيلية غرامات مالية على ثلاثة طلاب جامعيين في نابلس بتهمة التحريض على المظاهرات.
كما أثار إغلاق جامعة بيرزيت جدلاً داخل إسرائيل، حيث قامت مجموعة من الناشطين والأكاديميين بتشكيل لجنة التضامن مع جامعة بيرزيت. في السابع من نوفمبر/تشرين الثاني، تسللت مجموعة من 100 طالب وأستاذ إسرائيلي من الجامعة العبرية في القدس وجامعة تل أبيب عبر الطوق العسكري الإسرائيلي المحيط بالجامعة لإقامة احتجاج داخل الحرم الجامعي للمطالبة بإعادة فتحه. في 29 نوفمبر/تشرين الثاني، تم اعتقال 49 إسرائيليًا بعد تسللهم إلى مدينة رام الله بالضفة الغربية للمشاركة في احتجاج إسرائيلي فلسطيني مشترك نظمته اللجنة. وحاول الجيش الإسرائيلي منع الاحتجاج من خلال إغلاق المدينة ومنع اليهود غير المستوطنين من التنقل عبر المنطقة المحيطة. قام الجيش الإسرائيلي باعتقال هؤلاء الأشخاص بعد تفريق الاحتجاج بالقوة باستخدام الغاز المسيل للدموع.

### استمرار الاحتجاجات في الضفة الغربية والقمع الإسرائيلي
وفي 10 نوفمبر/تشرين الثاني، نفذ الجيش الإسرائيلي موجة من الاعتقالات الجماعية في مختلف أنحاء الضفة الغربية في محاولة لقمع الاحتجاجات. وكجزء من هذه الموجة، أمر الجيش بإغلاق صحيفة الفجر التي تصدر في القدس وترتبط بمنظمة التحرير الفلسطينية لمدة عشرة أيام واعتقال. كما حاصر الجيش مدينة بيت ساحور وجامعة بيت لحم، وأغلقهما وهدد بإغلاق الجامعة إذا لم تمنع إدارتها طلابها من المشاركة في المظاهرات. كما قام الجيش بإغلاق أبواب العديد من المحلات التجارية التي كانت قد أغلقت أبوابها في إضراب تجاري كجزء من الاحتجاجات.
وفي يوم 11 نوفمبر/تشرين الثاني، اندلعت مظاهرات في ست مدن مختلفة في أنحاء الضفة الغربية، حيث تم إلقاء الحجارة على سيارات عسكرية إسرائيلية في بعض المدن، كما تم إلقاء قنبلة حارقة بنزينية واحدة في دورا. أصيب فتى فلسطيني يبلغ من العمر 15 عاماً يدعى محمد عبد الجرار برصاص جنود الاحتلال الإسرائيلي خلال مظاهرة خارج مدرسة للبنات في جنين. وذكرت القوات العسكرية الإسرائيلية أن جرار حرض على مظاهرة تلاميذ المدرسة وهرب وهو يحمل سكينا عندما أطلق الجنود الإسرائيليون طلقات تحذيرية لتفريق المظاهرة. وفي نفس اليوم اعتقلت قوات الاحتلال أيضًا الصحفي الفلسطيني أكرم هنية.
خلال عطلة نهاية الأسبوع 14-15 نوفمبر، بدأت مجموعة من طلاب جامعة النجاح الوطنية اعتصامًا وإضرابًا عن الطعام.
في 16 نوفمبر/تشرين الثاني، هدم الجيش الإسرائيلي خمسة منازل في الضفة الغربية رداً على القنابل الحارقة التي ألقيت على المركبات العسكرية الإسرائيلية خلال الاحتجاجات. وأفادت القوات الإسرائيلية أن ثلاثة من المنازل التي هدمت في بيت ساحور تعود لعائلات لديها أبناء في سن المراهقة قاموا بإلقاء زجاجات حارقة. وكان المنزلان الآخران يقعان في قرية الجيب وفي رام الله، ولم يقدم الجيش الإسرائيلي سبباً محدداً للهدم.

### اغتيال يوسف الخطيب
في 17 نوفمبر/تشرين الثاني، تعرض رئيس جمعية قرى منطقة رام الله يوسف الخطيب وابنه لكمين من قبل مجموعة من المسلحين الفلسطينيين، حيث أصيب الخطيب بجروح خطيرة جراء إطلاق النار وقتل ابنه على الفور. كانت جمعية قرى منطقة رام الله إحدى جمعيات القرى الفلسطينية التي تعاونت مع السلطات الإسرائيلية. توفي الخطيب متأثرًا بجراحه في المركز الطبي هداسا في 23 نوفمبر. وأعلنت منظمة التحرير الفلسطينية مسؤوليتها عن عملية الاغتيال.
وفي أعقاب عملية الاغتيال، أعلنت المحافظة العسكرية أنها تدرس خططاً لتوزيع الأسلحة على رابطات القرى الفلسطينية.

### إضراب عام في غزة
وفي أواخر نوفمبر/تشرين الثاني 1981، أعلنت الحكومة الإسرائيلية أنها تنوي فرض إدارة احتلال مدنية على قطاع غزة بنفس الطريقة التي فرضت بها على الضفة الغربية، بقيادة الجنرال يوسف لونتز، الحاكم العسكري لاحتلال قطاع غزة.
ورداً على ذلك، تم إعلان إضراب عام في مدينة غزة في 2 كانون الأول/ديسمبر 1981. في معرض دعوته للإضراب، وصف رئيس بلدية غزة، رشاد الشوا، الخطوة الإسرائيلية بأنها "استمرار للاحتلال الإسرائيلي تحت ستار الإدارة المدنية"، قائلاً: "إن القبضة الإسرائيلية تشتد على قطاع غزة، ونشعر بأن السلطات الإسرائيلية تحجب أي أخبار عن غزة. نريد أن نفعل شيئًا لنجعل العالم يرى ويفهم أننا لسنا سعداء، وأننا ضد الاحتلال". شمل الإضراب العام إغلاق جميع المدارس والمتاجر والمصانع داخل غزة، وسرعان ما امتد إلى أجزاء أخرى من قطاع غزة.
ورغم أن الإضراب كان مقرراً في الأصل أن يستمر لمدة يومين فقط، إلا أن القادة المحليين في غزة قرروا تمديده بحلول الخامس من ديسمبر/كانون الأول. ورداً على ذلك، تحركت سلطات الاحتلال الإسرائيلي لمنع أصحاب المحلات التجارية من الانضمام إلى الإضراب من خلال إغلاق أبواب محلاتهم باللحام وتدمير الأقفال، ومنع أصحاب المحلات التجارية التي تم لحام أبوابها من إعادة فتحها لمدة 50 يوماً تحت طائلة العقوبة القانونية.
وفي السابع من ديسمبر/كانون الأول، تطورت احتجاجات الشباب في رفح دعماً للإضراب إلى اشتباك مع دورية من الجنود الإسرائيليين أرسلت لتفريق الاحتجاج. وبعد أن بدأت المظاهرات بإلقاء الحجارة على الجنود، أطلق الجنود النار، مما أدى إلى مقتل أحد المتظاهرين وإصابة ثلاثة آخرين. وكان القتيل هو الفتى محمود أبو نحلة البالغ من العمر 16 عاماً. كما اعتقلت القوات الإسرائيلية 400 شاب آخر من رفح. وأصيب جندي إسرائيلي واحد.
وفي الثامن من ديسمبر/كانون الأول، أعلن مجلس مدينة غزة أنه سيعقد مؤتمرا صحفيا للصحافيين الأجانب لشرح قرار الإضراب. وردًا على ذلك، أعلن الجيش الإسرائيلي أنه سيمنع الصحفيين من دخول قطاع غزة. وفي ذلك اليوم، ادعت القوات الإسرائيلية أنها قامت بإغلاق أبواب 170 متجراً في غزة باللحام، وصادرت بطاقات هوية أصحاب المتاجر. وفي الضفة الغربية، شهد ذلك اليوم إضراباً عاماً لمدة 24 ساعة في مدينة نابلس تضامناً مع الإضراب العام في غزة. كما نظمت وقفة احتجاجية أمام مبنى بلدية بيت لحم دعما للإضراب. في 9 ديسمبر/كانون الأول، داهمت القوات الإسرائيلية مركز تدريب النساء في رام الله، الذي تديره وكالة الأمم المتحدة لإغاثة وتشغيل اللاجئين الفلسطينيين (الأونروا)، بعد أن نظم طلاب المركز مظاهرة دعماً للإضراب في غزة، واعتقلت 200 من الطلاب.
أقيمت جنازة محمود أبو نحلة صباح يوم 9 ديسمبر، حيث سمحت السلطات الإسرائيلية فقط للعائلة المباشرة بالمشاركة وفرضت حظر التجول على رفح.
وبحسب وكالة الأنباء الأردنية، فإنه بحلول 11 ديسمبر/كانون الأول، اعتقلت القوات الإسرائيلية ما لا يقل عن 4000 فلسطيني دون توجيه اتهامات إليهم منذ بداية الإضراب، حيث تم توجيه اتهامات رسمية إلى حوالي 2500 منهم، ولا يزال ما لا يقل عن 1000 شخص قيد الاحتجاز دون توجيه اتهامات إليهم. وبحسب وكالة الصحافة النيوزيلندية، فقد تمت مصادرة بطاقات هوية نحو 1000 من أصحاب المتاجر في قطاع غزة بحلول 14 ديسمبر/كانون الأول، ويواجهون الآن المحاكمة أمام محكمة عسكرية إسرائيلية بسبب مشاركتهم في الإضراب.
وفي 16 كانون الأول/ديسمبر، أعلن رئيس بلدية مدينة غزة الشوا انتهاء الإضراب العام.

## ردود الفعل

### في فلسطين
صرح رئيس بلدية بيت لحم، إلياس فريج، بأن الحكومة الإسرائيلية "وعدت بأن الجيش لن يدخل المدارس وسينهي حواجز الطرق والعقاب الجماعي. ما هذا؟ إنه أسوأ من أي وقت مضى الآن." واتهم رئيس بلدية بيت ساحور، حنا الأطرش، الحكومة الإسرائيلية بـ" العقاب الجماعي ".

### في إسرائيل
في أعقاب اندلاع الاحتجاجات، صرّح وزير الدفاع الإسرائيلي أرييل شارون بأن "السياسة الجديدة لا تعني تساهلاً أكبر، بل على العكس. سنعامل السكان المسالمين بلطف أكبر، بينما سيُعامل الإرهابيون بقسوة أكبر". كما صرّح شارون بأن الشباب الفلسطيني الذي يرشق الجنود الإسرائيليين بالحجارة سيُعتبر إرهابياً بموجب السياسة الجديدة.
انتقد عضو الكنيست عن حزب العمل، فيكتور شيم طوف، حملة الحكومة القمعية، قائلاً إن "العقاب الجماعي سيُفاقم تدهور الوضع في المناطق الخاضعة للإدارة. وسيُشوّه صورة إسرائيل ولن يُحسّن أمنها"، بينما اتهم عضو الكنيست عن حزب العمل، يوسي ساريد، الحكومة بـ"الوحشية". في 18 نوفمبر/تشرين الثاني، طُرد عضو الكنيست عن حزب حداش، تشارلي بيتون، من الكنيست بعد تشبيهه شارون بأدولف هتلر في رده على الاحتجاجات.
واستقال اللواء داني مات من منصبه كمنسق للأنشطة الحكومية في الأراضي الفلسطينية المحتلة، قائلاً إن السياسة الجديدة جعلت دوره غير ضروري.

### دوليا
صرحت وزارة الخارجية المصرية بأن ردود الفعل الإسرائيلية على الاحتجاجات والإضراب العام في غزة "تضر بالثقة وتلقي بظلال من الشك" على النوايا الإسرائيلية في مفاوضات السلام.
صرح رئيس لجنة ممارسة الشعب الفلسطيني لحقوقه غير القابلة للتصرف، ماسامبا ساري، بأن "الوضع في الأراضي المحتلة يظل متوتراً للغاية وقابلاً للانفجار، وأن الأعمال التي ارتكبت هناك في انتهاك لقرارات الجمعية العامة ومجلس الأمن ستستمر في تفاقم التوترات في المنطقة وتعريض السلام والأمن الدوليين للخطر".

## العواقب
في أعقاب مجزرة صبرا وشاتيلا في سبتمبر/أيلول 1982، استقال مناحيم ميلسون من منصبه كمسؤول في الضفة الغربية احتجاجًا على رفض الحكومة الإسرائيلية في البداية إجراء تحقيق في المذبحة.